# Антоніо Рома
Антоніо Рома (ісп. Antonio Roma, нар. 13 липня 1932, Вілья-Лугано — пом. 20 лютого 2013, Буенос-Айрес) — аргентинський футболіст, що грав на позиції воротаря.
Виступав, зокрема, за клуб «Бока Хуніорс», а також національну збірну Аргентини.
П'ятиразовий чемпіон Аргентини. У складі збірної — володар Кубка Америки.

## Клубна кар'єра
Народився 13 липня 1932 року в місті Вілья-Лугано. Вихованець футбольної школи клубу «Феррокаріль Оесте». Дорослу футбольну кар'єру розпочав 1955 року в основній команді того ж клубу, в якій провів чотири сезони, взявши участь у 127 матчах чемпіонату.
1960 року перейшов до одного з провідних на той час аргентинських клубів «Бока Хуніорс», за який відіграв 12 сезонів. Більшість часу, проведеного у складі «Бока Хуніорс», був основним голкіпером команди. Відзначався досить високою надійністю, пропускаючи в іграх чемпіонату в середньому менше одного голу за матч. За цей час п'ять разів виборював титул чемпіона Аргентини. Завершив професійну кар'єру футболіста виступами за команду «Бока Хуніорс» у 1972 році.
Помер 20 лютого 2013 року на 81-му році життя у місті Буенос-Айресі.

## Виступи за збірну
1956 року дебютував в офіційних матчах у складі національної збірної Аргентини. Протягом кар'єри у національній команді, яка тривала 12 років, провів у формі головної команди країни 42 матчі, пропустивши 37 голів.
У складі збірної був учасником чемпіонату Південної Америки 1957 року у Перу, здобувши того року титул континентального чемпіона, чемпіонату світу 1962 року у Чилі, чемпіонату світу 1966 року в Англії, чемпіонату Південної Америки 1967 року в Уругваї, де разом з командою здобув «срібло».

## Титули і досягнення
- Чемпіон Аргентини (5):

«Бока Хуніорс»: 1962, 1964, 1965, 1969, 1970
- Чемпіон Південної Америки: 1957
- Срібний призер Чемпіонату Південної Америки: 1967